# جون مكناوغتون
جون مكناوغتون (بالإنجليزية: John McNaughton)‏ (و. 1950  م) هو منتج أفلام، ومخرج أفلام، وكاتب سيناريو، وكاتب أمريكي، ولد في شيكاغو.

## التعليم
تعلم في كلية كولومبيا في شيكاغو ‏.

## وصلات خارجية
- جون مكناوغتون على موقع IMDb (الإنجليزية)
- جون مكناوغتون على موقع مونزينجر (الألمانية)
- جون مكناوغتون على موقع ألو سيني (الفرنسية)
- جون مكناوغتون على موقع أول موفي (الإنجليزية)
- جون مكناوغتون على موقع قاعدة بيانات الأفلام السويدية (السويدية)
- جون مكناوغتون على موقع إن إن دي بي (الإنجليزية)
- جون مكناوغتون على موقع ديسكوغز (الإنجليزية)
- جون مكناوغتون على موقع قاعدة بيانات الفيلم (الإنجليزية)
- جون مكناوغتون على موقع كينوبويسك (الروسية)